# Тікувабу
Тікувабу (яп. ちくわぶ) — продукт японської кухні з пшениці, що часто додається в оден. Подібно до процесу виготовлення удону, тісто виготовляють, замішуючи борошно з сіллю і водою, а потім формують у циліндричну форму з порожниною всередині і готують на пару. В перерізі часто має зірчасту форму. Це особливо популярний продукт у Токіо, але загалом його можна знайти по всій Японії.
Тікувабу слід не плутати з тікува.

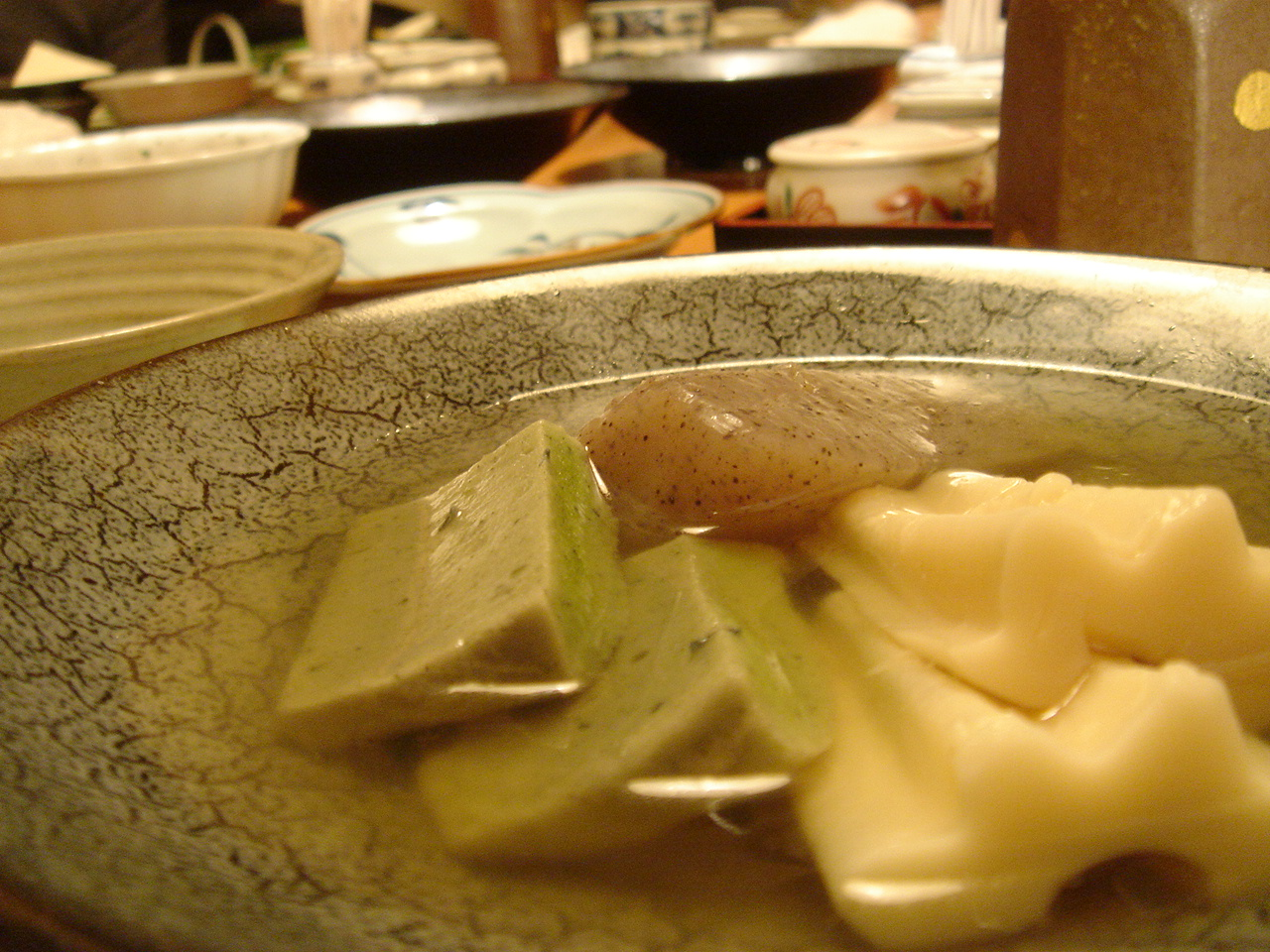
Чаша одену, що містить тікувабу
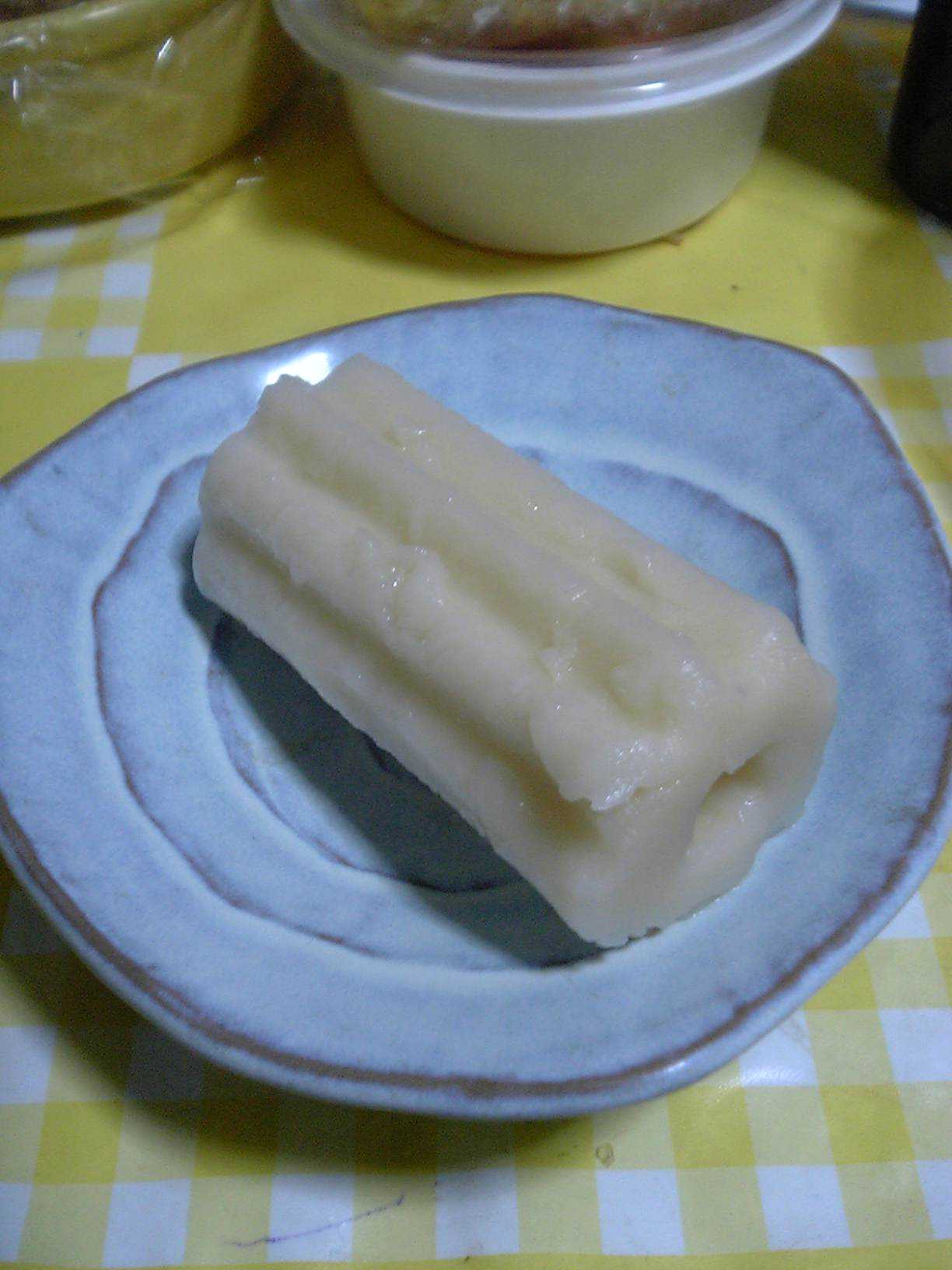
Тікувабу
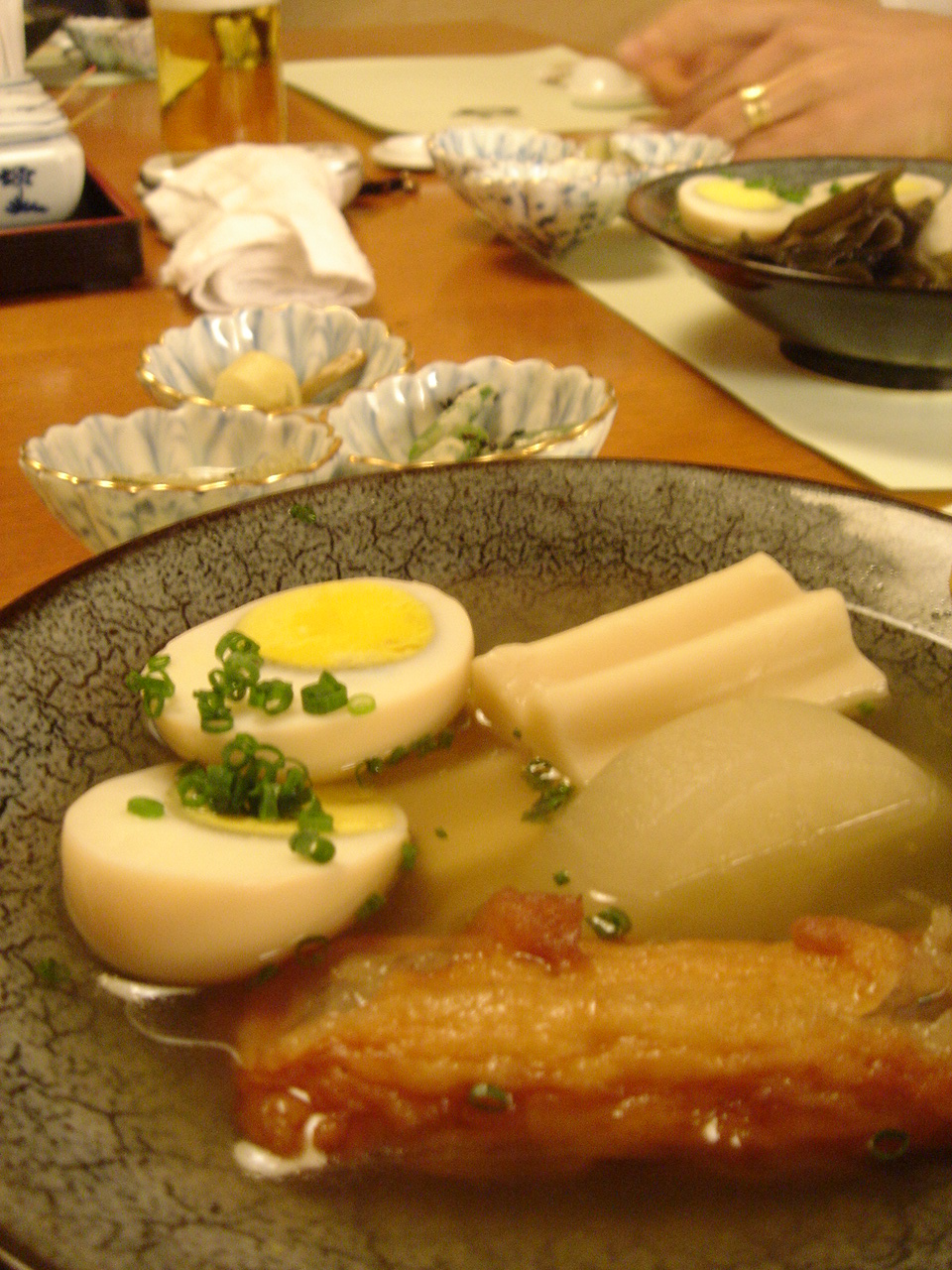
Чаша одену, що містить тікувабу